# As-Salih Ismail (Zengiden)
Al-Malik as-Salih Ismail (arabisch الملك الصالح إسماعيل, DMG al-Malik aṣ-Ṣāliḥ Ismāʿīl; * 1163; † 4. Dezember 1181 in Aleppo) aus der Dynastie der Zengiden war der Sohn von Nur ad-Din und erst 11 Jahre alt, als sein Vater 1174 starb. As-Salih wurde unter dem Schutz des Eunuchen Gümüschtegin nach Aleppo gebracht, während Nur ad-Dins Militärführung um die Herrschaft stritt.
In Ägypten erkannte Saladin as-Salih als Herrn an, obwohl er Ägypten und Syrien unter seine eigene Herrschaft bringen wollte. Noch im Jahr 1174 kam Saladin nach Damaskus und erklärte sich zum Regenten für as-Salih und schlug 1176 die Zengiden außerhalb der Stadt. Er heiratete Nur ad-Dins Witwe und setzte sich schließlich als Herrscher Syriens durch.